# Heckstarter
Heckstarter (englisch tail sitter) sind VTOL-Flugzeuge, deren Längsachse bei Start und Landung senkrecht zum Untergrund ausgerichtet ist. Wenn beim Start eine ausreichende Geschwindigkeit erreicht ist, um genügend Auftrieb an den Tragflächen zu erzeugen, kann der Pilot zum Horizontalflug übergehen (Transition). Für die Landung wird wieder die senkrechte Position eingenommen.

## Geschichte

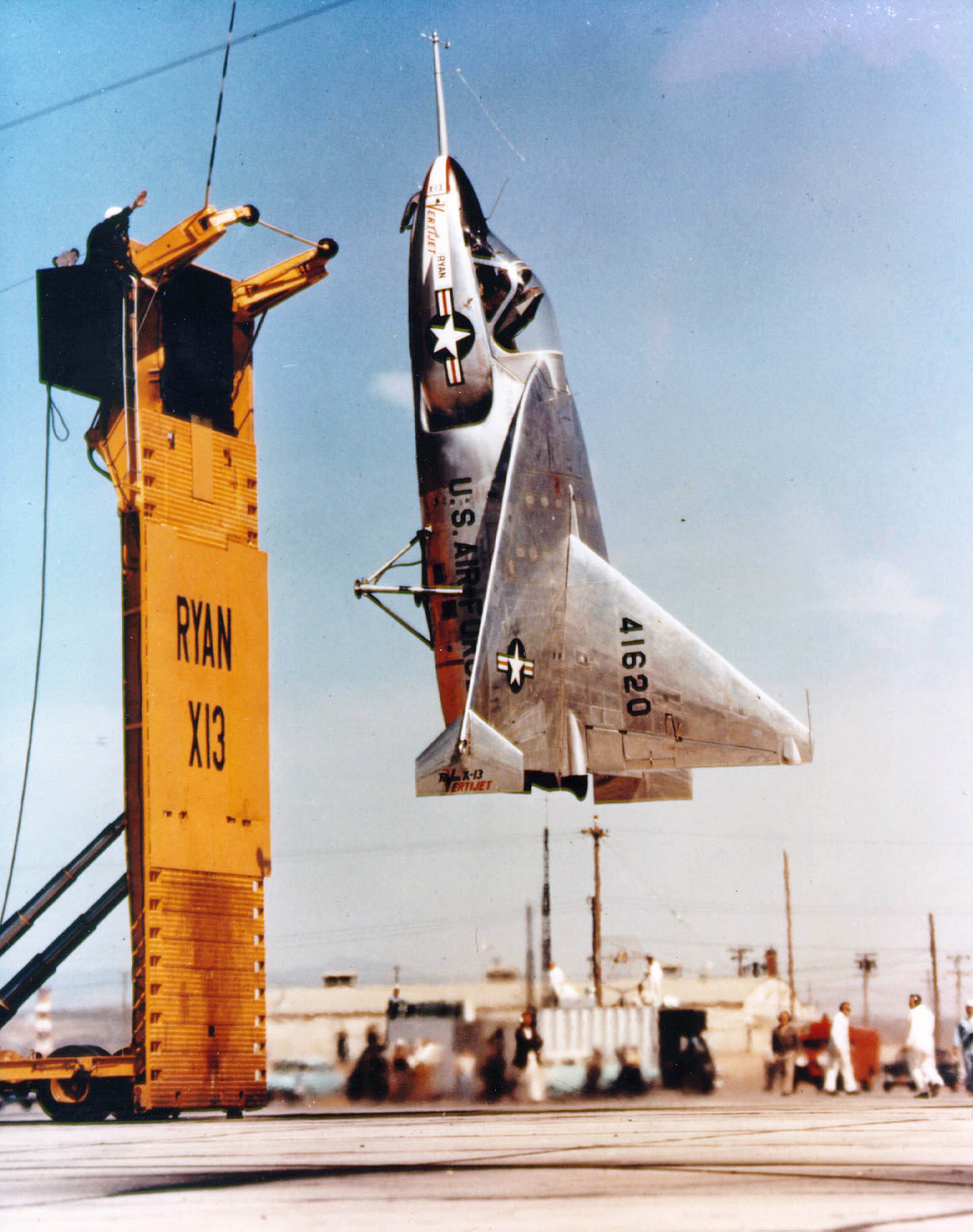
Ryan X-13 bei einem Testschwebeflug auf der Edwards Air Force Base

Nachdem bereits im Zweiten Weltkrieg die Verwendbarkeit von Senkrechtstartern und Punktabfangjägern seitens der Deutschen (zum Beispiel mit der Bachem Ba 349 „Natter“) erprobt worden war, gab es in der Nachkriegszeit bis in die 1950er Jahre einen regelrechten Boom von neuen VTOL-Konzepten in den USA. 1947 schloss der Flugzeughersteller Ryan Aeronautical Company mit der United States Navy einen Vertrag zur Entwicklung und Erforschung eines U-Boot-gestützten und strahlgetriebenen Senkrechtstarters ab, worauf Ryan die X-13 Vertijet – mit weiterer Unterstützung der United States Air Force – konstruierte. 1950 schrieb die Navy die Entwicklung eines propellergetriebenen Heckstarters aus, woraus die Convair XFY-1 und die Lockheed XFV-1 resultierten.
Bei der Navy erhoffte man sich ein Jagdflugzeug, das auch auf kleineren Schiffen stationiert werden konnte: Eine Start-/Landebahn wurde nicht benötigt, und zusätzlich wurde durch die senkrechte Position und die kleinen Steuer- und Tragflächen der Heckstarter im Vergleich zu konventionellen Flugzeugen nur wenig Stellfläche benötigt. Weiterhin wäre ein Schiffsverband nicht mehr ausschließlich auf die Flugzeugträger angewiesen (welche im Zweiten Weltkrieg auch bevorzugtes Angriffsziel der japanischen Kamikaze-Piloten waren), sondern die Jäger sollten auf mehrere Schiffe verteilt werden.

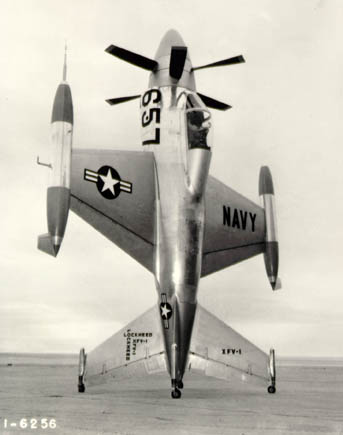
Lockheed XFV-1

Jedoch erfüllten die Testprogramme nicht die Erwartungen. Die Triebwerke aller Kandidaten waren zu schwach. Um praktikable Jagdflugzeuge aus ihnen zu entwickeln, hätte man das Gesamtgewicht deutlich erhöhen müssen, wofür in den 1950er Jahren kein geeigneter Triebwerkstyp zur Verfügung stand. Neben weiteren typspezifischen Unzulänglichkeiten war das zweite Hauptproblem die Landung. Der Pilot musste ständig die Instrumente, die tatsächliche Fluglage und die Landefläche im Auge haben, was praktisch unmöglich war. Die Testpiloten schauten über die Schulter nach unten (sie lagen ja praktisch auf dem Rücken) und mussten die Fluglage auf eine völlig andere Weise korrigieren als im Horizontalflug, was einige überforderte. Man verglich diesen Vorgang scherzhaft mit dem Rückwärtseinparken von Fahrzeugen, nur dreidimensional. Der Journalist Stephan Wilkinson schrieb 1996 im Air & Space/Smithsonian Magazine: ...it’s time to land – in a Tail Sitter, the procedure that separated the men from the boys. (...es ist Zeit zu landen – in einem Heckstarter der Vorgang, der die Männer von den Jungen trennt.)
Auch in Europa wurden ähnliche Konzepte erforscht, wie etwa die SNECMA C.450-01 Coléoptère mit einer ringförmigen Tragfläche, aber mit dem gleichen Erfolg. Auch in der Sowjetunion wurde mit der Suchoi Schkwal ein Projekt für ein Heckstarter untersucht. Das Konzept des Heckstarters wurde danach nicht weiter verfolgt. Durchgesetzt hat sich dagegen die STOVL (Short Take Off Vertical Landing, Start auf kurzer Bahn und senkrechte Landung)-Technik.
Seit 2015 entwickelt Northrop Grumman für das TERN-Programm (Tactically Exploited Reconnaissance Node) ein als Heckstarter ausgelegtes Unbemanntes Luftfahrzeug.